# 莱格德-奎策伯尔
莱格德-奎策伯尔（德語：Legde/Quitzöbel）是德国勃兰登堡州的一个市镇，隶属于普里格尼茨县。总面积为41.74平方千米，截至2020年总人口为601人。
该市镇于2002年由市镇莱格德（Legde）与奎策伯尔（Quitzöbel）合并而成。